# Території ПЗФ у складі Ківерцівського національного природного парку «Цуманська пуща»
Ківерцівський національний природний парк «Цуманська пуща» є справжнім біологічним центром екологічної мережі національного значення на півдні Полісся.
Цуманська пуща входить до екологічного коридору півдня Західного Полісся, що простягається із заходу на схід у межах Волинської та Рівненської областей, на північ від краю Волинського лісового плато. У зв'язку з географічним розташуванням і більш родючими ґрунтами, тут переважають листяні та мішані ліси зі своєрідним рослинним та тваринним світом. Утворені болотно-озерні, болотно-річкові, болотно-лісові комплекси в сучасному рослинному покриві межують з лісовими масивами.  
Територія парку є однією із найбільш багатих за флористичним та цінотичним різноманіттям ділянок Українського Полісся. Рослинний світ Цуманської Пущі здавна привертав до себе увагу науковців і охоронців природи На території парку є чимало раритетних видів тварин та рослин, занесених до Червоної книги України, Європейського Червоного списку, Додатку Бернської конвенції та до Міжнародного Союзу Охорони Природи. 
На даний момент площа парку становить понад 33 тис. га. 

## Статус територій
Згідно зі ст.11 Закону України «Про природно-заповідний фонд України», «перебування, зростання на певній території рідкісних і таких, що перебувають під загрозою зникнення, видів тваринного і рослинного світу, занесених до Червоної книги України, є підставою для оголошення цієї території об'єктом природно-заповідного фонду загальнодержавного значення». Згідно ст.4 цього ж закону «території природних заповідників, землі та інші природні ресурси, надані національним природним паркам, є власністю Українського народу».
Незважаючи на багатство природи Цуманської пущі, природно-заповідні території та об’єкти з’явились тут порівняно недавно – перші з них (ботанічна пам’ятка природи місцевого значення «Меморіальна діброва» площею 0,8 га та гідрологічна пам’ятка природи місцевого значення «Цуманські джерела» площею 0,01 га утворено лише 1972 року. У 1978 році до цього списку ввійшла комплексна пам’ятка природи загальнодержавного значення «Горинські крутосхили». Важливим етапом у започаткуванні формування мережі природно-заповідного фонду Цуманської пущі стало створення у 1979 році перших заповідних урочищ серед лісових масивів: («Горинська дача - 1»,«Горинська дача - 2», «Горинська діброва» тощо), де було взято під охорону найцінніші ділянки дубово-грабових лісів. Пізніше, протягом 1991-1993 років, було сформовано основу мережі природно-заповідного фонду. У 1994 році було утворено другу й поки що останню природно-заповідну територію загальнодержавного значення – ландшафтний заказник «Кормин». У кілька наступних років тут з’явилось ще кілька заповідних територій, і лише у 2000 році, з метою збереження волинської популяції зубра та інших видів тварин, було створено загальнозоологічний заказник «Зубр» площею 2732 га.
Новим етапом у розвитку мережі природно-заповідного фонду Цуманської пущі стало розширення кількох великих заказників («Зубр», «Лопатинська діброва», «Чортове болото») та створення нових заповідних територій та об’єктів у 2003 році, на підставі наших наукових досліджень у 2002-2003 роках, попередніх досліджень місцевих авторів і пропозицій Ківерцівського та Цуманського держлісгоспів ДЛГО «Волиньліс». Згодом у 2004 році низка об’єктів ПЗФ увійшла до складу заповідного урочища «Цуманська пуща» загальною площею 8930,6 га.
Протягом  декількох десятків років науковці підіймали питання  про встановлення режиму охорони на цих територіях. Як наслідок, завершальним етапом було створення Ківерцівського національного природного парку «Цуманська пуща», який об’єднав багато з цих природно-заповідних територій. Згодом планується розширення території парку. На даний момент площа парку становить понад 33 тис. га. Національний природний парк є найбільш прийнятною категорією природно-заповідного фонду України для території Цуманської пущі не лише через виняткову цінність її біорізноманіття, але й у зв'язку з можливістю використання її з рекреаційною метою і в господарських цілях. Така категорія природно-заповідного фонду України, як національний природний парк спрямована на  забезпечення комплексного підходу у збереженні та відтворенні найцінніших ділянок, сталого розвитку.

## Перелік територій
Перелік об’єктів природно-заповідного фонду на території національного парку «Цуманська пуща»:
1. Ландшафтний заказник загальнодержавного значення «Кормин» - 549,0 га.
2. Комплексна пам’ятка природи загальнодержавного значення «Горинські крутосхили» - 30,0 га.
3. Загальнозоологічний заказник місцевого значення «Зубр» -  увійшло в парк  302,6 га.
4. Загальнозоологічний заказник місцевого значення «Берестянський» - 35,6 га.
5. Заповідне урочище місцевого значення «Цуманська пуща» - 8930,6 га.
6. Заповідне урочище місцевого значення «Божетарня і культура» - 329,0 га.
7. Заповідне урочище місцевого значення «Дубово-сосновий ліс 1» - 29,6 га.
8. Заповідне урочище місцевого значення «Дубово-сосновий ліс 2» - 100,9 га.
9. Заповідне урочище місцевого значення «Дубово-сосновий ліс 3» - 45,5 га.
10. Заповідне урочище місцевого значення «Дубово-сосновий ліс 4» - 50,6 га.
11. Заповідне урочище місцевого значення «Дубово-сосновий ліс 5» - 23,5 га.
12. Парк-пам’ятка садово-паркового мистецтва місцевого значення «Макаревичівський» - 0,9 га.
13. Ботанічна пам’ятка природи місцевого значення «Дубово-соснове насадження» - 3,2 га.
14. Зоологічна пам’ятка природи місцевого значення «Урочище ревні» - 7,0 га.
15. Ботанічна пам’ятка природи місцевого значення «Ділянка дубового лісу» - 14,0 га.
16. Ботанічна пам’ятка природи місцевого значення «Ясен звичайний», с.Журавичі - 0,01 га.
17. Ботанічна пам’ятка природи місцевого значення «Богуславський ялинник» - 5,9 га.

На території Цуманської пущі досить широко представлено структуру категорій природно-заповідного фонду України. На цій території виявлено близько 700 видів комах, серед яких 15 видів занесено до Червоної книги України, Бернської конвенції (Додаток ІІ), Європейського Червоного списку тварин, що перебувають під загрозою зникнення у світовому масштабі, Червоного списку Міжнародного Союзу охорони природи.
На території Цуманської пущі є кілька місцезростань рідкісних видів рослин, занесених до Червоної книги України, Європейського Червоного списку, а також рослинних угруповань, занесених до Зеленої книги України, які перебувають поза межами сучасної мережі природно-заповідного фонду.
Заповідну мережу сформовано, за відсотком заповідності, за репрезентативністю біорізноманіття. Природно-заповідний фонд розпорошений по території пущі. Низка рідкісних видів рослин і тварин перебувають поза межами заповідних територій. Тобто система території та об’єктів природно-заповідного фонду Цуманської пущі не є цілісною та завершеною. Сучасний відсоток заповідності парку «Цуманська пуща» вимагає подальшого збільшення, це відносно природна, слабо освоєна територія.
Цуманська пуща відіграє значну роль у розбудові екологічної мережі України. Вона є важливою частиною міжнародного Поліського коридору.  